# 伦格费尔德
伦格费尔德（德語：Lengefeld，發音：[ˈlɛŋəˌfɛlt] ⓘ）是德国萨克森州厄尔士山县曾经的一个市镇，面积47.52平方千米，2012年12月31日人口为4,290人。2014年1月1日，伦格费尔德与市镇波考合并为新市镇波考-伦格费尔德。